# Тібо Шапель
Тібо Шапель (фр. Thibaud Chapelle, 9 травня 1977) — французький академічний веслувальник.
Бронзовий призер Олімпійських Ігор 2000 року в складі парної двійки легкої ваги.
Бронзовий призер Чемпіонату світу 2001 року в складі парної двійки легкої ваги.